# Episodi di Dynasty (nona stagione)
La nona e ultima stagione della serie televisiva Dynasty è stata trasmessa per la prima volta negli Stati Uniti sulla ABC il 3 novembre 1988 e si è conclusa il 11 maggio 1989.
In Italia è stata trasmessa per la prima volta da Canale 5 dal 20 dicembre 1989 al 20 giugno 1990.
| nº | Titolo originale            | Titolo italiano           | Prima TV USA     | Prima TV Italia  |
| -- | --------------------------- | ------------------------- | ---------------- | ---------------- |
| 1  | Broken Krystle              | Cristallo in pezzi        | 3 novembre 1988  | 20 dicembre 1989 |
| 2  | A Touch of Sable            | Il tocco di Sable         | 10 novembre 1988 | 31 gennaio 1990  |
| 3  | She's Back                  | Domande senza risposta    | 1º dicembre 1988 | 7 febbraio 1990  |
| 4  | Body Trouble                | Sconvolgenti rivelazioni  | 8 dicembre 1988  | 14 febbraio 1990 |
| 5  | Alexis in Blunderland       | Tempi duri per Alexis     | 15 dicembre 1988 | 21 febbraio 1990 |
| 6  | Every Picture Tells a Story | Un volto dal passato      | 22 dicembre 1988 | 28 febbraio 1990 |
| 7  | The Last Hurrah             | Accusa di omicidio        | 5 gennaio 1989   | 7 marzo 1990     |
| 8  | The Wedding                 | Uniti per sempre          | 12 gennaio 1989  | 14 marzo 1990    |
| 9  | Ginger Snaps                | Una sorpresa per Dex      | 26 gennaio 1989  | 21 marzo 1990    |
| 10 | Delta Woe                   | Misteriose aggressioni    | 2 febbraio 1989  | 28 marzo 1990    |
| 11 | Tankers, Cadavers to Chance | Una flotta in pericolo    | 9 febbraio 1989  | 4 aprile 1990    |
| 12 | All Hands on Dex            | Smascherata!              | 16 febbraio 1989 | 11 aprile 1990   |
| 13 | Virginia Reels              | Rischio mortale           | 23 febbraio 1989 | 18 aprile 1990   |
| 14 | House of the Falling Son    | Travolti dalla passione   | 2 marzo 1989     | 25 aprile 1990   |
| 15 | The Son Also Rises          | Un ritorno inaspettato    | 16 marzo 1989    | 2 maggio 1990    |
| 16 | Grimes and Punishment       | Caccia al testimone       | 23 marzo 1989    | 9 maggio 1990    |
| 17 | Sins of the Father          | Il tesoro sommerso        | 30 marzo 1989    | 16 maggio 1990   |
| 18 | Tale of the Tape            | Assassino senza volto     | 13 aprile 1989   | 23 maggio 1990   |
| 19 | No Bones About It           | Una macabra sorpresa      | 20 aprile 1989   | 30 maggio 1990   |
| 20 | Here Comes the Son          | Incubo senza fine         | 27 aprile 1989   | 6 giugno 1990    |
| 21 | Blasts From the Past        | L'ora della verità        | 4 maggio 1989    | 20 giugno 1990   |
| 22 | Catch 22                    | L'ultimo tragico equivoco | 11 maggio 1989   | 20 giugno 1990   |

Cast regolare:

Fine di una dinastia.
Episodio 22, L'ultimo tragico equivoco.

- Stephanie Beacham (Sable Scott Colby) – eccetto episodio 1
- Joan Collins (Alexis Carrington Colby)
- Linda Evans (Krystle Carrington) – episodi 2/14
- John Forsythe (Blake Carrington)
- Leann Hunley (Dana Waring) – episodio 1
- John James (Jeff Colby)

- Heather Locklear (Sammy Jo Carrington)
- Michael Nader (Dex Dexter)
- Emma Samms (Fallon Carrington Colby)
- Tracy Scoggins (Monica Colby) – episodi 15/22
- Gordon Thomson (Adam Carrington)